# Maxima auspicia
Na antiga religião e lei romana, a maxima auspicia (também auspicia maxima) eram os "maiores auspícios", conferidos aos magistrados seniores que detinham o imperium: "auspicium e imperium eram os pilares gêmeos do poder do magistrado" (potestas). Somente os magistrados que tivessem auspicia maxima tinham o direito de iniciar uma guerra e, se vitoriosos, celebrar um triunfo. Os auspicia maxima foram reservados principalmente para cônsules e censores, mas estes eram dois tipos diferentes de auspícios. Cônsules e censores não eram colegas, e os censores careciam de auspícios militares (auspicia militiae). Os pretores, no entanto, mantinham uma forma de auspicia maxima e também podiam liderar um exército, embora seu imperium fosse menor que o dos cônsules.